# La ciudadela (película)
La ciudadela es una película de 1938 basado en la novela homónima de A. J. Cronin de 1937. La película fue dirigida por King Vidor y fue nominada a 4 categorías de los Oscar: mejor película, mejor actor (Robert Donat), mejor dirección y mejor guion adaptado.

## Argumento
El Dr. Andrew Manson (Robert Donat) es un idealista médico que se dedica a tratar a los mineros de Gales que sufren de tuberculosis en la villa minera de Blaenely. Tiene problemas con los brutos aldeanos y su laboratorio es destruido, así que decide mudarse a Londres donde ayuda a pacientes de clase obrera, hasta que un colega (Rex Harrison) le tienta para que trabaje en una clínica para ricos hipocondríacos.

## Reparto
- Robert Donat es Dr. Andrew Manson
- Rosalind Russell es Christine Barlow.
- Ralph Richardson es Dr. Philip Denny
- Rex Harrison es Dr. Frederick Lawford
- Emlyn Williams es Mr. Owen
- Penelope Dudley Ward es Toppy LeRoy.
- Francis L. Sullivan es Ben Chenkin.
- Mary Clare es Mrs. Orlando
- Cecil Parker es Charles Every.

## Premios y nominaciones
National Board of Review
| Año  | Reconocimiento | Resultado |
| ---- | -------------- | --------- |
| 1938 | Mejor película | Ganadora  |